# Unione Sportiva Brescello 1998-1999
Questa pagina raccoglie le informazioni riguardanti l'Unione Sportiva Brescello nelle competizioni ufficiali della stagione 1998-1999.

## Rosa
| N. |                   | Ruolo | Calciatore                |
| -- | ----------------- | ----- | ------------------------- |
|    | Italia (bandiera) | D     | Nicola Azzaro             |
|    | Italia (bandiera) | C     | Francesco Bertolotti      |
|    | Italia (bandiera) | P     | Nereo Bonato              |
|    | Italia (bandiera) | C     | Luigi Caggianelli         |
|    | Italia (bandiera) | D     | Tommaso Chiecchi          |
|    | Italia (bandiera) | D     | Rocco Crippa              |
|    | Italia (bandiera) | C     | Daniele De Battisti       |
|    | Italia (bandiera) | A     | Massimiliano De Silvestro |
|    | Italia (bandiera) | C     | Francesco Esposito        |
|    | Italia (bandiera) | D     | Marco Libassi             |
|    | Italia (bandiera) | A     | Elia Lorenzini            |
|    | Italia (bandiera) | C     | Federico Lunardon         |
|    | Italia (bandiera) | C     | Michele Malpeli           |

| N. |                   | Ruolo | Calciatore        |
| -- | ----------------- | ----- | ----------------- |
|    | Italia (bandiera) | D     | Filippo Medri     |
|    | Italia (bandiera) | C     | Sandro Melotti    |
|    | Italia (bandiera) | A     | Massimo Minetti   |
|    | Italia (bandiera) | C     | Alberto Nardi     |
|    | Italia (bandiera) | A     | Matteo Pelatti    |
|    | Italia (bandiera) | A     | Andrea Pistella   |
|    | Italia (bandiera) | P     | Tiziano Ramon     |
|    | Italia (bandiera) | P     | Cristian Reggiani |
|    | Italia (bandiera) | D     | Antonio Sconziano |
|    | Italia (bandiera) | D     | Daniel Terrera    |
|    | Italia (bandiera) | C     | Cristian Trapella |
|    | Italia (bandiera) | C     | Stefano Vecchi    |
|    | Italia (bandiera) | A     | Massimo Vicentini |

## Risultati

### Campionato

#### Girone di andata
| 6 settembre 1998 1ª giornata | Brescello | 1 – 1 | Alzano Virescit |  |

| 13 settembre 1998 2ª giornata | Padova | 0 – 0 | Brescello |  |

| 20 settembre 1998 3ª giornata | Brescello | 2 – 2 | Como |  |

| 27 settembre 1998 4ª giornata | Varese | 0 – 0 | Brescello |  |

| 4 ottobre 1998 5ª giornata | Brescello | 1 – 0 | Montevarchi |  |

| 11 ottobre 1998 6ª giornata | Modena | 1 – 1 | Brescello |  |

| 18 ottobre 1998 7ª giornata | Arezzo | 2 – 1 | Brescello |  |

| 25 ottobre 1998 8ª giornata | Brescello | 2 – 1 | Carpi |  |

| 8 novembre 1998 9ª giornata | Siena | 1 – 1 | Brescello |  |

| 15 novembre 1998 10ª giornata | Brescello | 3 – 1 | Carrarese |  |

| 22 novembre 1998 11ª giornata | Lumezzane | 0 – 0 | Brescello |  |

| 29 novembre 1998 12ª giornata | Brescello | 1 – 0 | Cittadella |  |

| 6 dicembre 1998 13ª giornata | SPAL | 1 – 1 | Brescello |  |

| 13 dicembre 1998 14ª giornata | Brescello | 0 – 0 | Lecco |  |

| 20 dicembre 1998 15ª giornata | Saronno | 1 – 1 | Brescello |  |

| 23 dicembre 1998 16ª giornata | Brescello | 1 – 1 | Livorno |  |

| 6 gennaio 1999 17ª giornata | Pistoiese | 1 – 1 | Brescello |  |

#### Girone di ritorno
| 10 gennaio 1999 18ª giornata | Alzano Virescit | 1 – 1 | Brescello |  |

| 17 gennaio 1999 19ª giornata | Brescello | 0 – 2 | Padova |  |

| 24 gennaio 1999 20ª giornata | Como | 2 – 2 | Brescello |  |

| 31 gennaio 1999 21ª giornata | Brescello | 1 – 1 | Varese |  |

| 14 febbraio 1999 22ª giornata | Montevarchi | 0 – 0 | Brescello |  |

| 21 febbraio 1999 23ª giornata | Brescello | 1 – 3 | Modena |  |

| 28 febbraio 1999 24ª giornata | Brescello | 1 – 2 | Arezzo |  |

| 7 marzo 1999 25ª giornata | Carpi | 0 – 1 | Brescello |  |

| 21 marzo 1999 26ª giornata | Brescello | 1 – 0 | Siena |  |

| 28 marzo 1999 27ª giornata | Carrarese | 0 – 0 | Brescello |  |

| 3 aprile 1999 28ª giornata | Brescello | 0 – 1 | Lumezzane |  |

| 11 aprile 1999 29ª giornata | Cittadella | 0 – 0 | Brescello |  |

| 18 aprile 1999 30ª giornata | Brescello | 1 – 1 | SPAL |  |

| 25 aprile 1999 31ª giornata | Lecco | 0 – 2 | Brescello |  |

| 2 maggio 1999 32ª giornata | Brescello | 1 – 0 | Saronno |  |

| 9 maggio 1999 33ª giornata | Livorno | 0 – 0 | Brescello |  |

| 16 maggio 1999 34ª giornata | Brescello | 1 – 2 | Pistoiese |  |